# 皂市遗址
皂市遗址位于中国湖南省石门县皂市镇石坪村，是一处新石器时代至商、周时期遗址，1983年被列为湖南省文物保护单位，2013年被列为第七批全国重点文物保护单位。
皂市遗址位于皂市镇东北方向渫水（澧水支流）对岸第一台地上，高出河面约2米左右。1960年上半年发现该遗址，同年11月湖南省博物馆进行了试掘。1977年底至1978年初进行第一次正式发掘，发掘面积300平方米。1981年冬湖南省博物馆主持了第二次发掘，发掘面积1100平方米。通过两次正式发掘，发现皂市遗址有三个时期的文化堆积：早期新石器遗存、商代青铜文化遗存及东周楚文化遗存。第二次发掘将皂市遗址下层发现的一种早于大溪文化的新的考古学文化命名为皂市下层文化。